# Minicia elegans
Minicia elegans là một loài nhện trong họ Linyphiidae.
Loài này thuộc chi Minicia. Minicia elegans được Eugène Simon miêu tả năm 1894.